# ロプコヴィッツ家

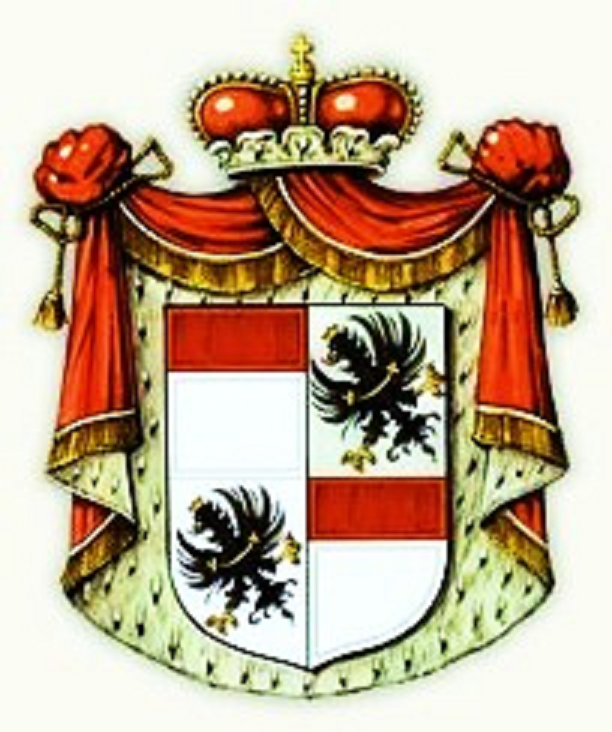
ロプコヴィッツ家の紋章

ロプコヴィッツ家（チェコ語：Lobkovicové もしくはLobkowicz、ドイツ語：Lobkowitz）は、チェコおよびオーストリアの貴族の家系。
14世紀まで遡れる最も古いボヘミア貴族の一つ。祖先は裕福でない大地主 Martin z Újezda （1397年没）、彼の子であり初代となるMikuláš Chudý z Újezdaは、プラハ・カレル大学哲学学部を卒業後、省庁に務めクトナー・ホラの筆記官として活躍し、ドイツ王兼ボヘミア王ヴェンツェルの影響下でロブコヴィツェ村（Lobkovice）を拝領、1417年にボヘミア王国の筆頭筆記官となる。フス戦争では王の命により、反抗した貴族たちの城を占領し、ハッセンシュタイン城（Hasištejn Castle）を拝領した。

## 人物
- ヴェンツェル・オイゼビウス・フォン・ロプコヴィッツ（1609年 - 1677年）
- フェルディナント・アウグスト・フォン・ロプコヴィッツ（1655年 - 1715年） - ヴェンツェル・オイゼビウスの息子。
- ヨハン・ゲオルク・クリスティアン・フォン・ロプコヴィッツ（1686年 - 1755年） - フェルディナント・アウグストの息子。
- フランツ・ヨーゼフ・マクシミリアン・フォン・ロプコヴィッツ（1772年 - 1816年）
- ゲオルク・クリスティアン・フランツ・フォン・ロプコヴィッツ（1835年 - 1908年）
- ボフスラフ・ハシシュテインスキー＝ロプコヴィツ（1460年/1461年 - 1510年）